# Margaret Osborneová duPontová
Margaret Evelyn Osborneová duPontová (* 4. března 1918, Jodeph, Oregon - 24. října 2012, El Paso, Texas, USA) byla americká tenistka, působící před otevřenou érou. Celkově získala 37 grandslamových titulů, čímž dosáhla na celkový rekord v počtu grandslamových titulů v době před otevřenou érou. Nikdy se přesto nezúčastnila prvního grandslamu sezóny Australian Championships. Na US Championships získala 25 titulů, což je rekord doby před otevřenou érou. Její dlouhodobou partnerkou pro čtyřhru byla Louise Broughová Clappová, se kterou vyhrála pětkrát Wimbledon, dvanáctkrát Forest Hills a třikrát French Championships. Odborníci tento pár hodnotí jako jeden z nejlepších v historii ženského tenisu.
V roce 1947 se provdala za Williama duPonta a přerušila sportovní kariéru pro narození syna. Stala se jednou z mála tenistek, které získaly vítězství na grandslamu i po mateřství. První titul ve dvouhře získala v roce 1941 ve Forest Hills, poslední o 22 let později na Wimbledonu 1962.
Její hra měla útočný charakter, podpořený silným servisem a výborně technicky zvládnutými voleji.
V roce 1967 byla uvedena do Mezinárodní tenisové síně slávy.

## Grand Slam – statistika
- French Championships (5)
  - Vítězka dvouhry (2): 1946, 1949
  - Vítězka ženské čtyřhry (3): 1946, 1947, 1949
  - Finalistka ženské čtyřhry: 1950

- Wimbledon (7)
  - Vítězka dvouhry: 1947
  - Finalistka dvouhry (2): 1949, 1950
  - Vítězka ženské čtyřhry (5): 1946, 1948, 1949, 1950, 1954
  - Finalistka ženské čtyřhry (3): 1947, 1951, 1958
  - Vítězka smíšené čtyřhry: 1962
  - Finalistka smíšené čtyřhry: 1954

- US Championships (25)
  - Vítězka dvouhry (3): 1948, 1949, 1950
  - Finalistka dvouhry (2): 1944, 1947
  - Vítězka ženské čtyřhry (13): 1941, 1942, 1943, 1944, 1945, 1946, 1947, 1948, 1949, 1950, 1955, 1956, 1957
  - Finalistka ženské čtyřhry (2): 1953, 1954
  - Vítězka smíšené čtyřhry (9): 1943, 1944, 1945, 1946, 1950, 1956, 1958, 1959, 1960
  - Finalistka smíšené čtyřhry (3): 1948, 1949, 1954

## Grand Slam - dvouhra

### Vítězství (6)
| Rok  | Turnaj                   | Finalistka                 | Výsledek        |
| 1946 | French Championships     | Pauline Betzová Addieová   | 1–6, 8–6, 7–5   |
| 1947 | Wimbledon                | Doris Hartová              | 6–2, 6–4        |
| 1948 | US Championships         | Louise Broughová Clappová  | 4–6, 6–4, 15–13 |
| 1949 | French Championships (2) | Nelly Adamsonová-Landryová | 7–5, 6–2        |
| 1949 | US Championships (2)     | Doris Hartová              | 6–3, 6–1        |
| 1950 | US Championships (3)     | Doris Hartová              | 6–4, 6–3        |

### Finalistka (4)
| Rok  | Turnaj           | Vítězka                   | Výsledek        |
| 1944 | US Championships | Pauline Betzová Addieová  | 6–3, 8–6        |
| 1947 | US Championships | Louise Broughová Clappová | 8–6, 4–6, 6–1   |
| 1949 | Wimbledon        | Louise Broughová Clappová | 10–8, 1–6, 10–8 |
| 1950 | Wimbledon        | Louise Broughová Clappová | 6–1, 3–6, 6–1   |

## Chronologie výsledků na Grand Slamu
| Legenda | Legenda                                   | Legenda | Legenda                     |
| ------- | ----------------------------------------- | ------- | --------------------------- |
| SR      | poměr vyhraných turnajů ku všem odehraným | W–L V–P | výhry–prohry                |
| NH      | daný rok se turnaj nekonal                | A       | turnaje se hráč nezúčastnil |
| 1Q / LQ | prohra v (kole) kvalifikace               | 1k / 1R | prohra v daném kole turnaje |
| QF / ČF | prohra ve čtvrtfinále                     | SF      | prohra v semifinále         |
| F       | prohra ve finále                          | Vítěz   | vítězství v turnaji         |

R = turnaj omezen na účast francouzských hráčů, konán za německé okupace.

1V letech 1946 a 1947 se French Open konalo až po Wimbledonu.

### Dvouhra
| Turnaj    | 1938  | 1939  | 1940  | 1941  | 1942  | 1943  | 1944  | 1945  | 19461 | 19471 | 1948  | 1949  | 1950  | 1951  | 1952  | 1953  | 1954  | 1955  | 1956  | 1957  | 1958  | 1959  | 1960  | 1961  | 1962  | Celkově SR |
| --------- | ----- | ----- | ----- | ----- | ----- | ----- | ----- | ----- | ----- | ----- | ----- | ----- | ----- | ----- | ----- | ----- | ----- | ----- | ----- | ----- | ----- | ----- | ----- | ----- | ----- | ---------- |
| Austrálie | A     | A     | A     | NH    | NH    | NH    | NH    | NH    | A     | A     | A     | A     | A     | A     | A     | A     | A     | A     | A     | A     | A     | A     | A     | A     | A     | 0 / 0      |
| Francie   | A     | A     | NH    | R     | R     | R     | R     | A     | W     | SF    | A     | W     | QF    | SF    | A     | A     | A     | A     | A     | A     | A     | A     | A     | A     | A     | 2 / 5      |
| Wimbledon | A     | A     | NH    | NH    | NH    | NH    | NH    | NH    | SF    | W     | SF    | F     | F     | QF    | A     | A     | QF    | A     | A     | A     | QF    | A     | A     | A     | 1k    | 1 / 9      |
| US Open   | 2k    | A     | 3k    | SF    | SF    | QF    | F     | QF    | QF    | F     | W     | W     | W     | A     | A     | QF    | 3k    | A     | QF    | A     | 3k    | A     | 1k    | A     | A     | 3 / 17     |
| SR        | 0 / 1 | 0 / 0 | 0 / 1 | 0 / 1 | 0 / 1 | 0 / 1 | 0 / 1 | 0 / 1 | 1 / 3 | 1 / 3 | 1 / 2 | 2 / 3 | 1 / 3 | 0 / 2 | 0 / 0 | 0 / 1 | 0 / 2 | 0 / 0 | 0 / 1 | 0 / 0 | 0 / 2 | 0 / 0 | 0 / 1 | 0 / 0 | 0 / 1 | 6 / 31     |

### Ženská čtyřhra
| Turnaj    | 1938  | 1939  | 1940  | 1941  | 1942  | 1943  | 1944  | 1945  | 19461 | 19471 | 1948  | 1949  | 1950  | 1951  | 1952  | 1953  | 1954  | 1955  | 1956  | 1957  | 1958  | 1959  | 1960  | 1961  | 1962  | Celkově SR |
| --------- | ----- | ----- | ----- | ----- | ----- | ----- | ----- | ----- | ----- | ----- | ----- | ----- | ----- | ----- | ----- | ----- | ----- | ----- | ----- | ----- | ----- | ----- | ----- | ----- | ----- | ---------- |
| Austrálie | A     | A     | A     | NH    | NH    | NH    | NH    | NH    | A     | A     | A     | A     | A     | A     | A     | A     | A     | A     | A     | A     | A     | A     | A     | A     | A     | 0 / 0      |
| Francie   | A     | A     | NH    | R     | R     | R     | R     | A     | W     | W     | A     | W     | F     | A     | A     | A     | A     | A     | A     | A     | A     | A     | A     | A     | A     | 3 / 4      |
| Wimbledon | A     | A     | NH    | NH    | NH    | NH    | NH    | NH    | W     | F     | W     | W     | W     | F     | A     | A     | W     | A     | A     | A     | F     | A     | A     | A     | 3k    | 5 / 9      |
| US Open   | 1k    | A     | QF    | W     | W     | W     | W     | W     | W     | W     | W     | W     | W     | A     | A     | F     | F     | W     | W     | W     | QF    | QF    | A     | SF    | SF    | 13 / 21    |
| SR        | 0 / 1 | 0 / 0 | 0 / 1 | 1 / 1 | 1 / 1 | 1 / 1 | 1 / 1 | 1 / 1 | 3 / 3 | 2 / 3 | 2 / 2 | 3 / 3 | 2 / 3 | 0 / 1 | 0 / 0 | 0 / 1 | 1 / 2 | 1 / 1 | 1 / 1 | 1 / 1 | 0 / 2 | 0 / 1 | 0 / 0 | 0 / 1 | 0 / 2 | 21 / 34    |

### Smíšená čtyřhra
| Turnaj    | 1938  | 1939  | 1940  | 1941  | 1942  | 1943  | 1944  | 1945  | 19461 | 19471 | 1948  | 1949  | 1950  | 1951  | 1952  | 1953  | 1954  | 1955  | 1956  | 1957  | 1958  | 1959  | 1960  | 1961  | 1962 | Celkově SR |
| --------- | ----- | ----- | ----- | ----- | ----- | ----- | ----- | ----- | ----- | ----- | ----- | ----- | ----- | ----- | ----- | ----- | ----- | ----- | ----- | ----- | ----- | ----- | ----- | ----- | ---- | ---------- |
| Austrálie | A     | A     | A     | NH    | NH    | NH    | NH    | NH    | A     | A     | A     | A     | A     | A     | A     | A     | A     | A     | A     | A     | A     | A     | A     | A     | A    | 0 / 0      |
| Francie   | A     | A     | NH    | R     | R     | R     | R     | A     | ?     | ?     | A     | ?     | ?     | ?     | A     | A     | A     | A     | A     | A     | A     | A     | A     | A     | A    | 0 / ?      |
| Wimbledon | A     | A     | NH    | NH    | NH    | NH    | NH    | NH    | SF    | SF    | SF    | 4k    | 4k    | SF    | A     | A     | F     | A     | A     | A     | ?     | A     | A     | A     | W    | 1 / ?      |
| US Open   | 2k    | A     | ?     | ?     | SF    | W     | W     | W     | W     | SF    | F     | F     | W     | A     | A     | A     | F     | ?     | W     | SF    | W     | W     | W     | A     | A    | 9 / ?      |
| SR        | 0 / 1 | 0 / 0 | 0 / ? | 0 / ? | 0 / 1 | 1 / 1 | 1 / 1 | 1 / 1 | 1 / ? | 0 / ? | 0 / ? | 0 / ? | 1 / ? | 0 / ? | 0 / 0 | 0 / 0 | 0 / 2 | 0 / ? | 1 / 1 | 0 / 1 | 1 / ? | 1 / 1 | 1 / 1 | 0 / 0 | 1 /1 | 10 / ?     |